# Цепочка Энки
Цепочка Энки (Enki Catena) — цепочка кратеров длиной 161.3 км на спутнике Юпитера Ганимеде. Названа по имени шумерского бога подземных вод Энки, имя одобрено Международным астрономическим союзом в 1997 году.
Расположена по координатам 38,8° с. ш. 13,6° з. д.

## Строение
Эта цепочка из 13 кратеров сформирована, вероятно, столкновением с кометой, которая была разорвана на части гравитацией Юпитера. Вскоре после разрушения кометы 13 её фрагментов упали подряд на Ганимед. Кратеры Энки легли поперёк чёткой границы между светлой и тёмной областями, разделёнными тонким жёлобом (на снимке проходит через центр, по диагонали). Выброшенное вещество, окружающее кратеры, на светлой области оказалось очень ярким. Но хотя все эти кратеры сформировались почти одновременно, в тёмной области различить выброшенное вещество сложно. Возможно, причина этого в том, что столкновение извлекло и перемешало тёмный материал, который оказался неразличим на тёмной поверхности.